# IBOT

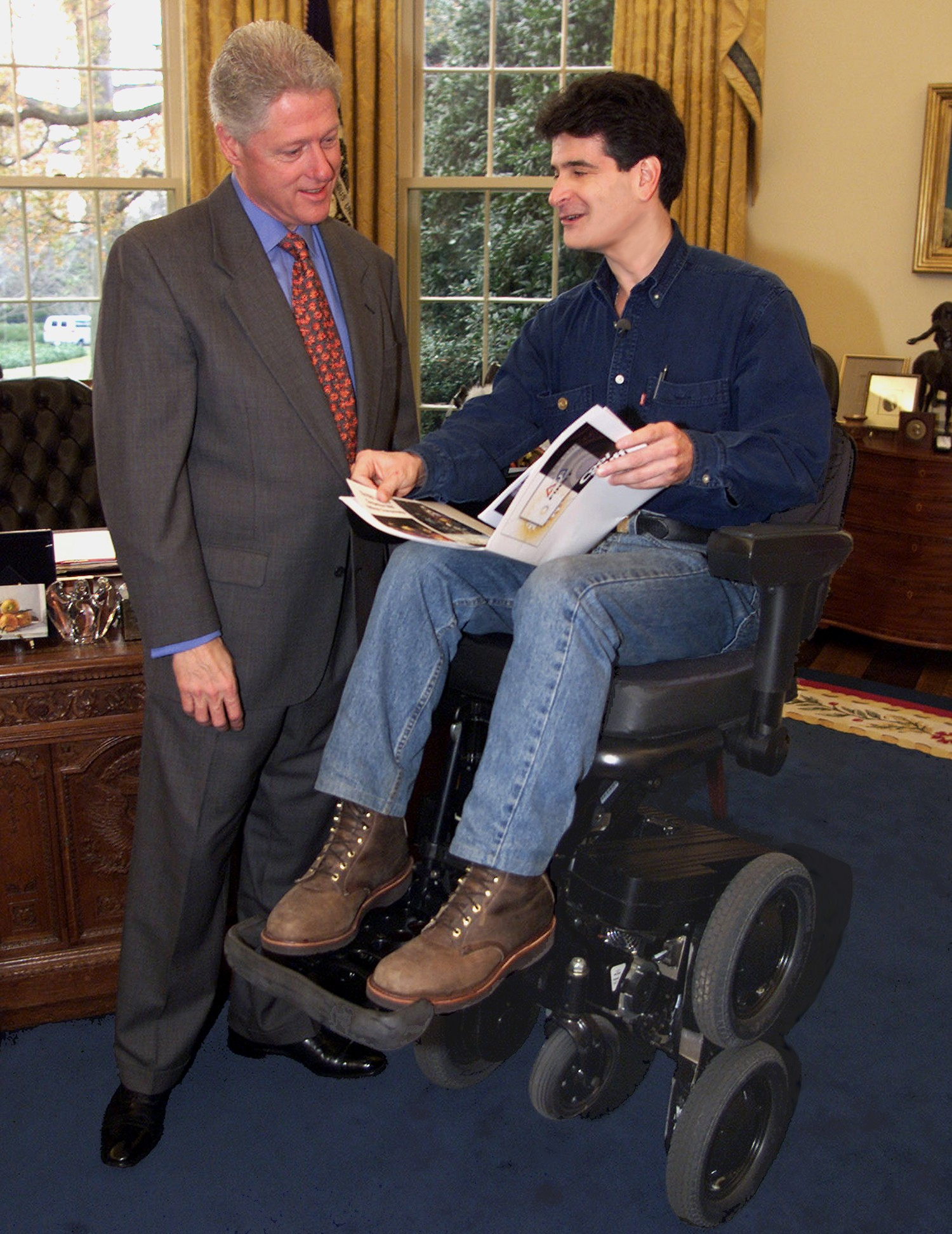
Dean Kamen na wózku iBOT rozmawiający z Billem Clintonem.

iBOT 4000 – mobilny system wózka inwalidzkiego (wózek balansowy). Wózek ten ma kilka rodzajów pracy. Tryb pracy balans powoduje „wspięcie się” wózka na dwa tylne koła i sprawne poruszanie się. Do wykrywania pozycji pionowej pojazdu wykorzystany jest efekt żyroskopowy. 
Kolejny tryb to wchodzenie po schodach. Obrotowa funkcja dwóch osi oraz elektryczne wspomaganie umożliwia osobie niepełnosprawnej samodzielne poruszanie się po schodach. 
Bardzo przydatny jest również tryb cztery koła (bezdroża) umożliwia poruszanie się na nierównych nawierzchniach np. trawie, piasku, kamieniach, tryb ten także umożliwia pokonywanie nierówności, wybojów, oraz pokonanie niewysokiej przeszkody jaką jest krawężnik. Ponadto wózek ten spełnia wszystkie funkcje elektrycznego wózka inwalidzkiego.